# Contea di Zhenfeng
La contea di Zhenfeng (贞丰县S, Zhēnfēng XiànP) è una contea della Cina, situata nella provincia del Guizhou e amministrata dalla prefettura autonoma buyei e miao di Qianxinan.